# بنجامين روس
بنجامين روس (بالإنجليزية: Benjamin Ross) (و. 1964 – م) هو مخرج سينمائي، وكاتب سيناريو، من المملكة المتحدة، ولد في لندن.

## وصلات خارجية
- بنجامين روس على موقع IMDb (الإنجليزية)
- بنجامين روس على موقع ألو سيني (الفرنسية)
- بنجامين روس على موقع أول موفي (الإنجليزية)
- بنجامين روس على موقع قاعدة بيانات الأفلام السويدية (السويدية)
- بنجامين روس على موقع قاعدة بيانات الفيلم (الإنجليزية)
- بنجامين روس على موقع كينوبويسك (الروسية)